# マキノ登六
マキノ 登六（マキノ とうろく、1910年4月8日 - 1932年6月7日）は、日本の俳優である。本名は林 喜一郎（）、マキノ家の人間ではない。当初は片岡 十六（）を芸名とし、マキノ 十六（）、嵐寛寿郎プロダクションでは片岡 市太郎（）と名乗った。

## 来歴・人物
1910年（明治43年）4月8日、京都市に生まれる。下京区中立売通猪熊通下ルの京都市立聚楽小学校（1997年に西陣中央小学校に統合されて廃校）を卒業、旧制東山中学校に在学、天然色活動写真を経て、1923年（大正12年）に牧野省三のマキノ映画製作所に入社した。まだ13歳のときであった。
「マキノ・プロダクション」設立後の1926年（大正15年）には、井上金太郎のオリジナル脚本による監督作『喧嘩日記』で、主演のマキノ正唯（のちのマキノ正博）の友人役を、「片岡十六」名義で、滝沢憲（のちの映画監督滝沢英輔）や玉木潤一郎（のちの映画プロデューサー）とともに演じている。
1927年（昭和2年）、牧野省三に認められ、「マキノ登六」となる。翌1928年（昭和3年）、マキノ家の人間ではないが「マキノ」姓を戴いた五人組「マキノ青年派」を結成した。
- マキノ潔 （のちの春本富士夫）
- マキノ久夫 （のちの菊本久夫）
- マキノ登六
- マキノ政美
- マキノ梅太郎

マキノ青年派結成第1作『神州天馬侠』は同年2月3日に公開され、同年中に全4作が製作された。その後も多く主演を張った。
マキノ・プロダクション解散直前の1931年（昭和6年）3月13日に公開された主演作『ぴんころ長次』に主演したのち、東活映画社を経て、同年12月、嵐寛寿郎の嵐寛寿郎プロダクションに入社する。「片岡市太郎」名義で、山中貞雄の監督デビュー作『磯の源太 抱寝の長脇差』（1932年）などに出演する。
1932年（昭和7年）春、マキノ正博の日活京都撮影所入社に際し、入社第1作の『七人の花嫁』に出演する予定であったが、同年6月7日、急性肺炎で死去。22歳没。出演叶わなかった同作は、没後10日の6月17日に公開された。

## おもなフィルモグラフィ
- 喧嘩日記　1926年　監督・脚本井上金太郎、原作秋篠珊次郎、主演マキノ正唯（マキノ正博）　※「片岡十六」名義
- 神州天馬侠　1927年　監督曾根純三、原作吉川英治、脚本椎名良太、主演マキノ青年派
- 崇禅寺馬場　1928年　監督マキノ正博、原作・脚本山上伊太郎、主演南光明
- ぴんころ長次　1931年　監督マキノ正博、原作・脚本中川信夫　※主演作
- 磯の源太 抱寝の長脇差　1932年　監督・脚本山中貞雄、原作長谷川伸、主演嵐寛寿郎　※「片岡市太郎」名義

## 註
1. 1 2 3 4 5  『日本映画俳優全集・男優編』（キネマ旬報社、1979年）の「マキノ登六」の項（p.529）を参照。同項執筆は盛内政志。